# 숫자 키패드

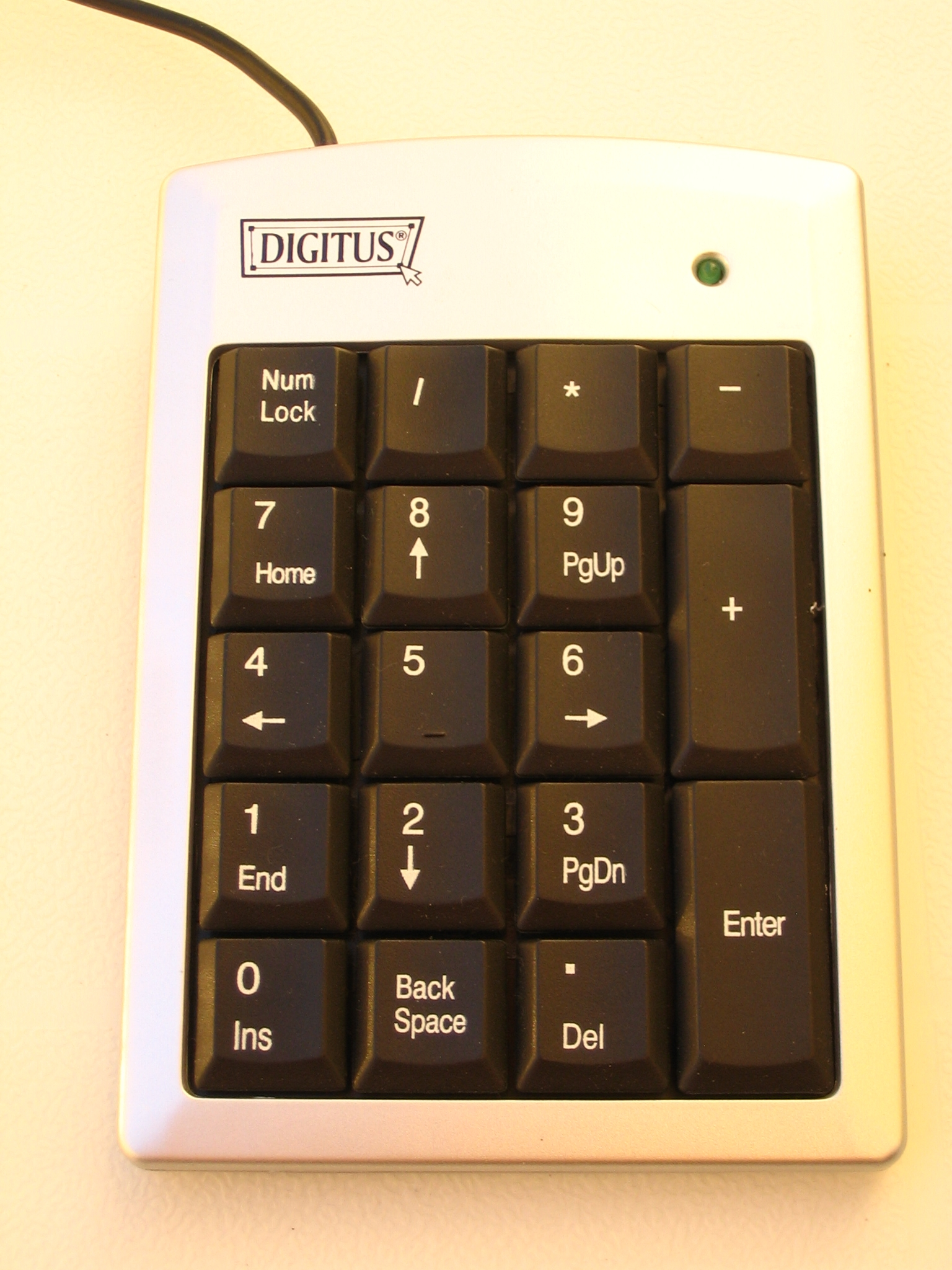

숫자 키패드(Numeric keypad), 넘버 패드(number pad), 넘패드(numpad), 텐 키(ten key)는 손바닥 크기의 (일반적으로) 17키 구성의 표준 컴퓨터 자판이다. 오른쪽 끝자락에 위치하는 것이 보통이다. 숫자를 입력할 때 계산기 스타일의 효율성을 제공한다. 10키 숫자 패드 클러스터의 아이디어는 카시오 전자계산기의 개발자 카시오 타다오가 처음 선보였다.
넘패드의 키들은 숫자 0에서 9, +(덧셈), -(뺄셈), *(곱셈), /(나눗셈) 기호, .(소수점), Num Lock 키, 엔터 키로 구성되어 있다. 랩톱 자판에는 넘패드가 없는 경우가 있으나 Fn이라는 레이블의 수식키를 누름으로써 넘패드 입력을 제공한다.

## 같이 보기
- 키패드